# Viscount Melvillesundet

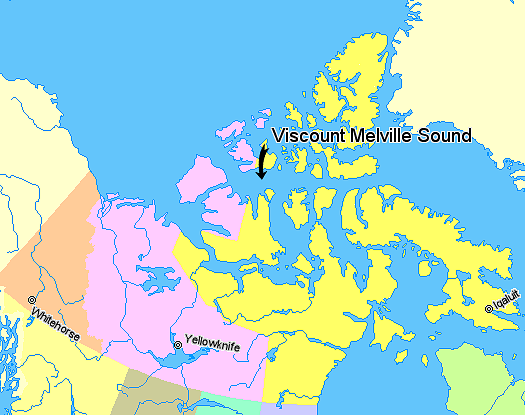
Viscount Melvillesundet, Nunavut.
Nunavut
Northwest Territories
Yukon Territory
Regioner utanför Kanada (Alaska, Grönland)

Viscount Melvillesundet (engelska: Viscount Melville Sound) är ett sund i Norra ishavet i Kitikmeot, Nunavut, Kanada. Den ingår i Parrykanalen och separerar Victoriaön och Prince of Wales Island från Queen Elizabeth Islands. Öster om sundet ligger Lancastersundet som leder in i Baffinbukten, västerut ligger McClures sund och Norra ishavet. Sundet är en del av Nordvästpassagen.
År 1853 övergav Edward Belcher hans skepp, HMS Resolute, i sundet under sökningarna för John Franklin.